# Eurowings
Eurowings es una aerolínea con sede en Dusseldorf, Alemania. Es una aerolínea de bajo coste dependiente de Lufthansa, que opera vuelos regulares a destinos de Europa, África, América y Asia.
La empresa está formada por diferentes aerolíneas que operan todos (o una parte) de sus vuelos bajo el nombre común de "Eurowings". Estas aerolíneas son actualmente: Eurowings y Eurowings Europe

## Historia
La aerolínea Eurowings se funda en Dortmund en el año 1993 como fruto de la fusión de las aerolíneas Nürnberger Flugdienst (NFD) y Reise- und Industrieflug (RFG). La aerolínea alcanzó más tarde un acuerdo con KLM Royal Dutch Airlines y Air France para unir algunos aeropuertos regionales alemanes con Ámsterdam y París. En el año 1996, Eurowings transportó a más de 500.000 pasajeros en estas rutas.
El 1 de enero de 2001, Deutsche Lufthansa AG adquirió el 24,9 % de Eurowings. Más tarde, exactamente el 1 de abril de 2004, la aerolínea alemana amplió este porcentaje hasta alcanzar el 49 %. El 22 de diciembre de 2005 surgió un acuerdo entre Lufthansa y un fedatario de Albrecht Knauf (accionista principal de Eurowings), mediante el cual la compañía Lufthansa adquirió otro 1,0001 % de las acciones de Eurowings, alcanzando así la cuota necesaria para tomar el control de Eurowings. A partir de ese momento, Eurowings comienza a hacerse cargo de muchas rutas regionales de Lufthansa. La mayoría de los aviones operan estas rutas bajo el logo de Lufthansa Regional, con lo que Eurowings empieza a perder su carácter propio. Lufthansa se hace cargo del 100% de Eurowings el 13 de agosto de 2011.
Una de las filiales de Eurowings era la compañía de bajo coste "Eurowings Flug GmbH", la cual pasó a llamarse Germanwings el 27 de octubre de 2002. Germanwings se vendió a Lufthansa el 1 de enero de 2009.
En enero de 2010, Eurowings anunció la retirada sucesiva de sus aviones modelo Bombardier CRJ200 y Bombardier CRJ700, los cuales se fueron sustituyendo por un modelo más rentable: El Bombardier CRJ900. Esto supuso la reducción de la flota de Eurowings a la mitad. En marzo de 2010, Eurowings anunció sus planes de trasladar su sede de Dortmund a Dusseldorf, ciudad en la que estaban estacionados la mayor parte de sus aviones. El 1 de marzo de 2011, Eurowings anunció también la clausura del mantenimiento técnico de sus aviones en Núremberg para concentrarlo todo en la ciudad de Dusseldorf.

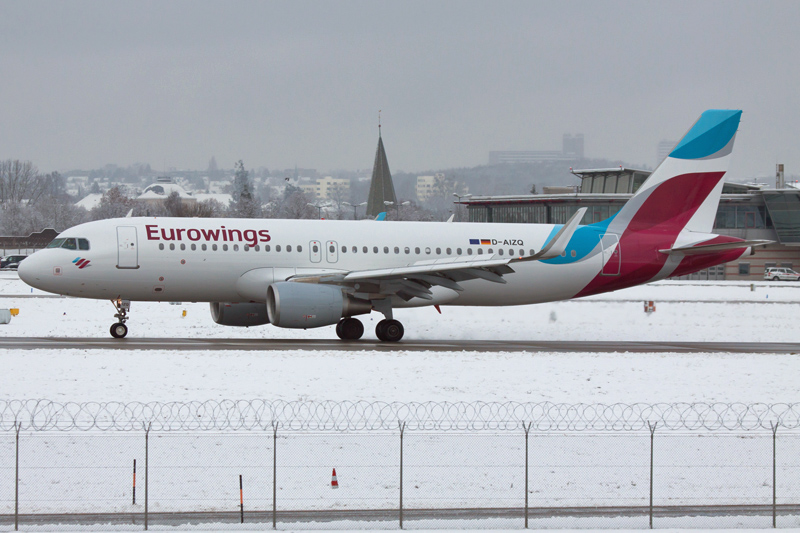
Primer Airbus A320-200 de la "nueva Eurowings"

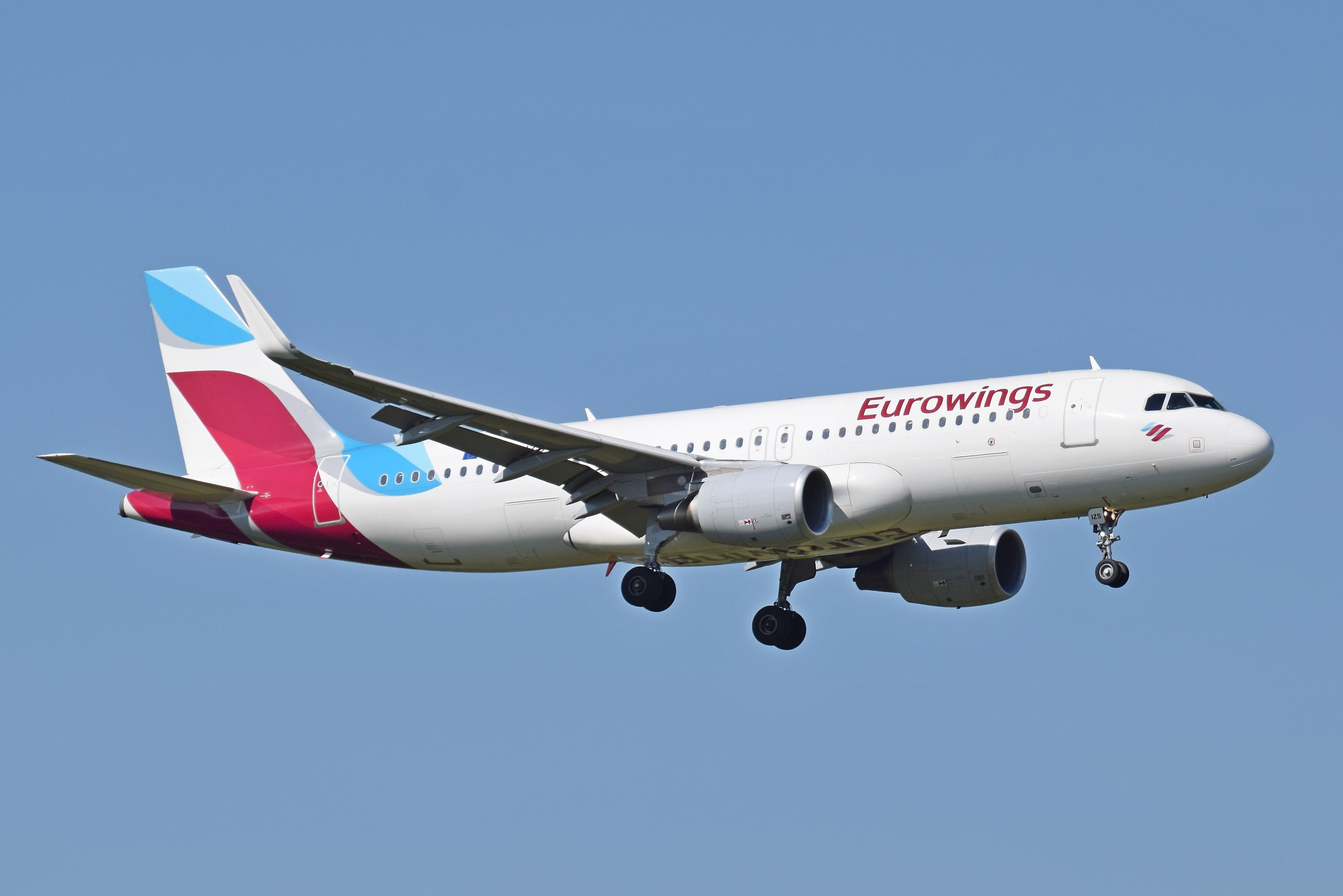
Eurowings Airbus A320-200 (2015)

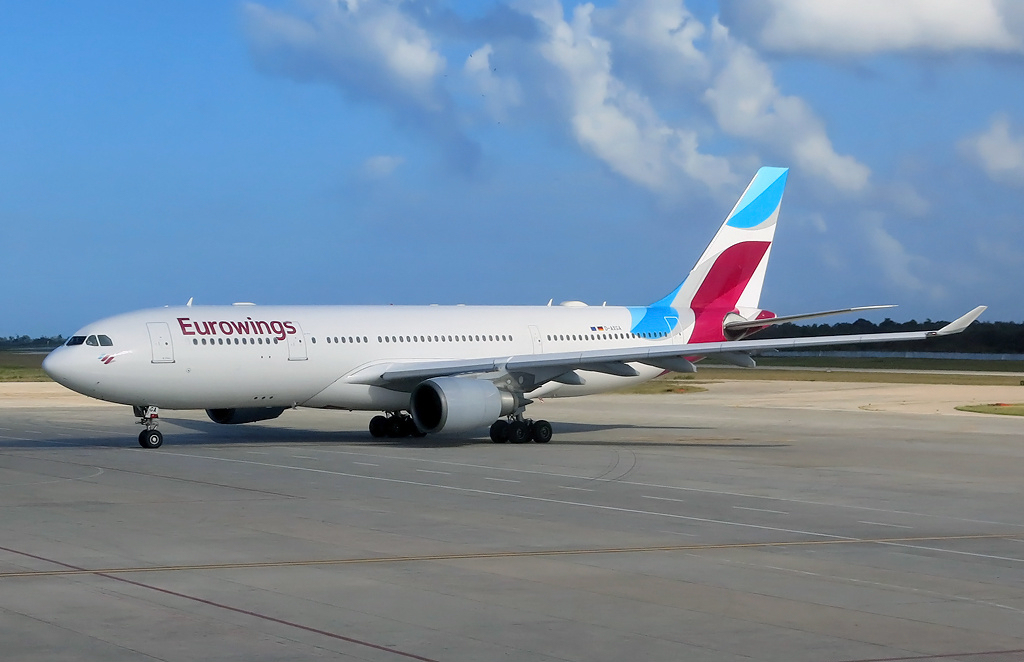
Airbus A330-200 de Eurowings

En el año 2013, Lufthansa decidió traspasar todas las rutas de corto y medio alcance que no fueran operadas desde el aeropuerto de Frankfurt ni desde el aeropuerto de Múnich a su filial de bajo coste Germanwings para abaratar costes y conseguir mejores resultados operativos. Con esta medida, Eurowings pasó de operar vuelos para Lufthansa a operar vuelos para Germanwings.

### Nueva Eurowings
El 3 de diciembre de 2014, Lufthansa presentó su nuevo concepto de vuelos de bajo coste destacando los siguientes puntos:
- Nueva imagen corporativa para Eurowings.

- Sustitución de todos los aviones Bombardier CRJ900 por Airbus A320 en un plazo de dos años.

- Apertura de bases fuera de Alemania para realizar vuelos que conecten diversas ciudades europeas.

- Comercialización conjunta de los vuelos de Eurowings y Germanwings bajo el único nombre de Eurowings.

- Apertura de rutas intercontinentales desde la ciudad alemana de Colonia, operados por la aerolínea SunExpress con varios Airbus A330-200.

### Eurowings Europe
La empresa Eurowings Europe GmbH se fundó en agosto de 2015 y tiene su sede en Viena. La empresa se presenta como el pilar principal de las futuras expansiones de Eurowings en todo el territorio Europeo. Su primera base se abrió en el aeropuerto de Viena en noviembre de 2015.

## Flota

### Flota Actual
La flota de Eurowings está formada por las siguientes aeronaves con una edad promedio de 12.10 años (a diciembre de 2023):
| Avión             | En servicio | pedidos | Pasajeros   | Observaciones       |
| ----------------- | ----------- | ------- | ----------- | ------------------- |
| Airbus A319-100   | 31          | _       | 144/150     |                     |
| Airbus A320-200   | 50          | _       | 162/174/180 |                     |
| Airbus A320-251N  | 7           | _       | 162/174/180 |                     |
| Airbus A321-231   | 6           | _       |             |                     |
| Airbus A321-251NX | 1           | _       |             |                     |
| Boeing 737-86J    | 4           | _       |             | Operados por TUIfly |
| Total             | 99          | 20      |             |                     |

## Destinos

### Corta y media distancia
Eurowings opera rutas a más de 130 destinos nacionales e internacionales.

## Galería

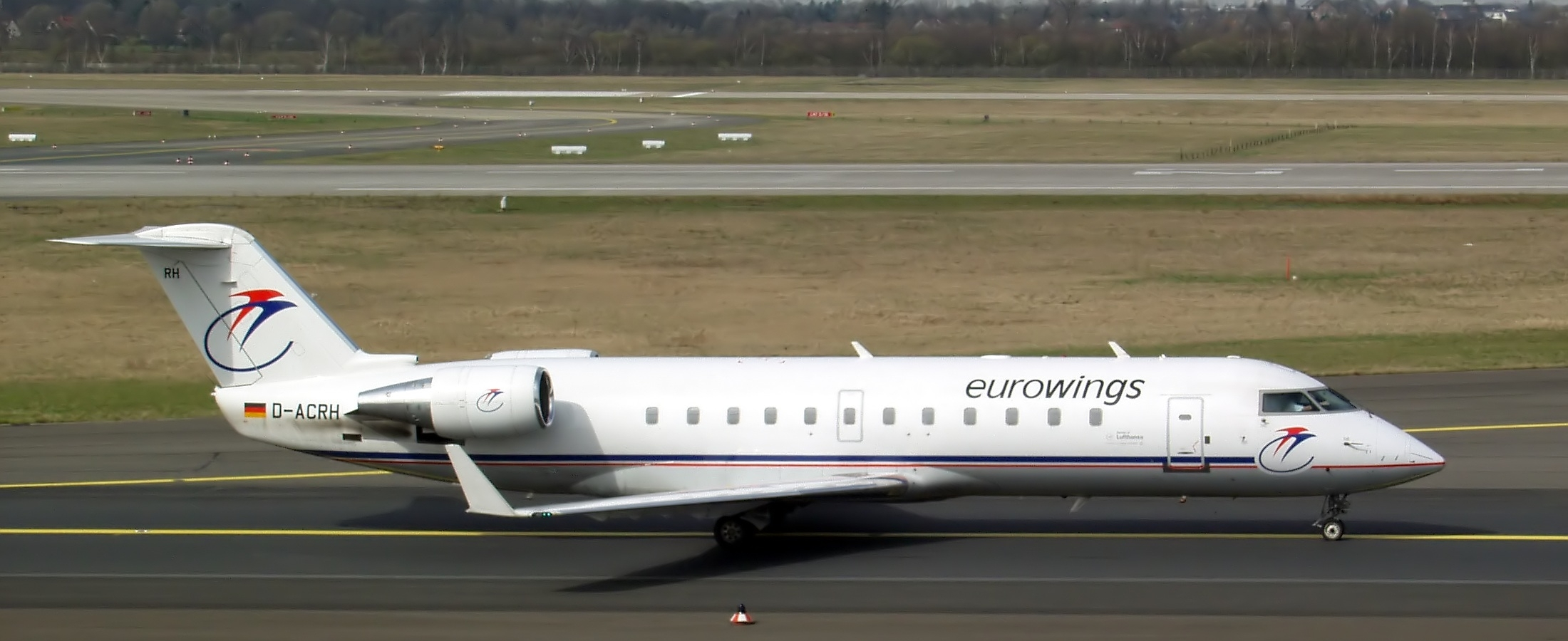
CRJ-200
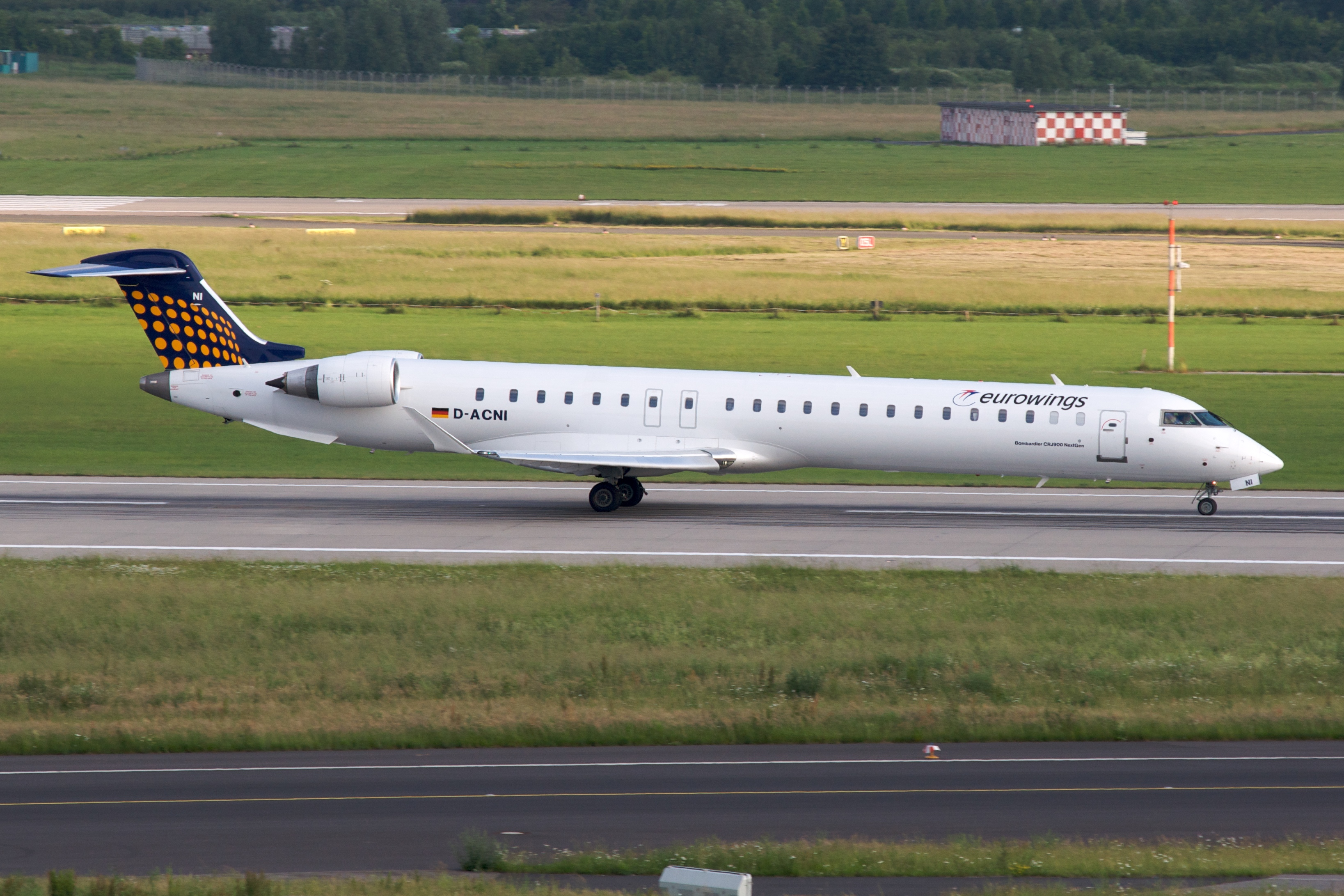
Antiguo CRJ-900 de Eurowings
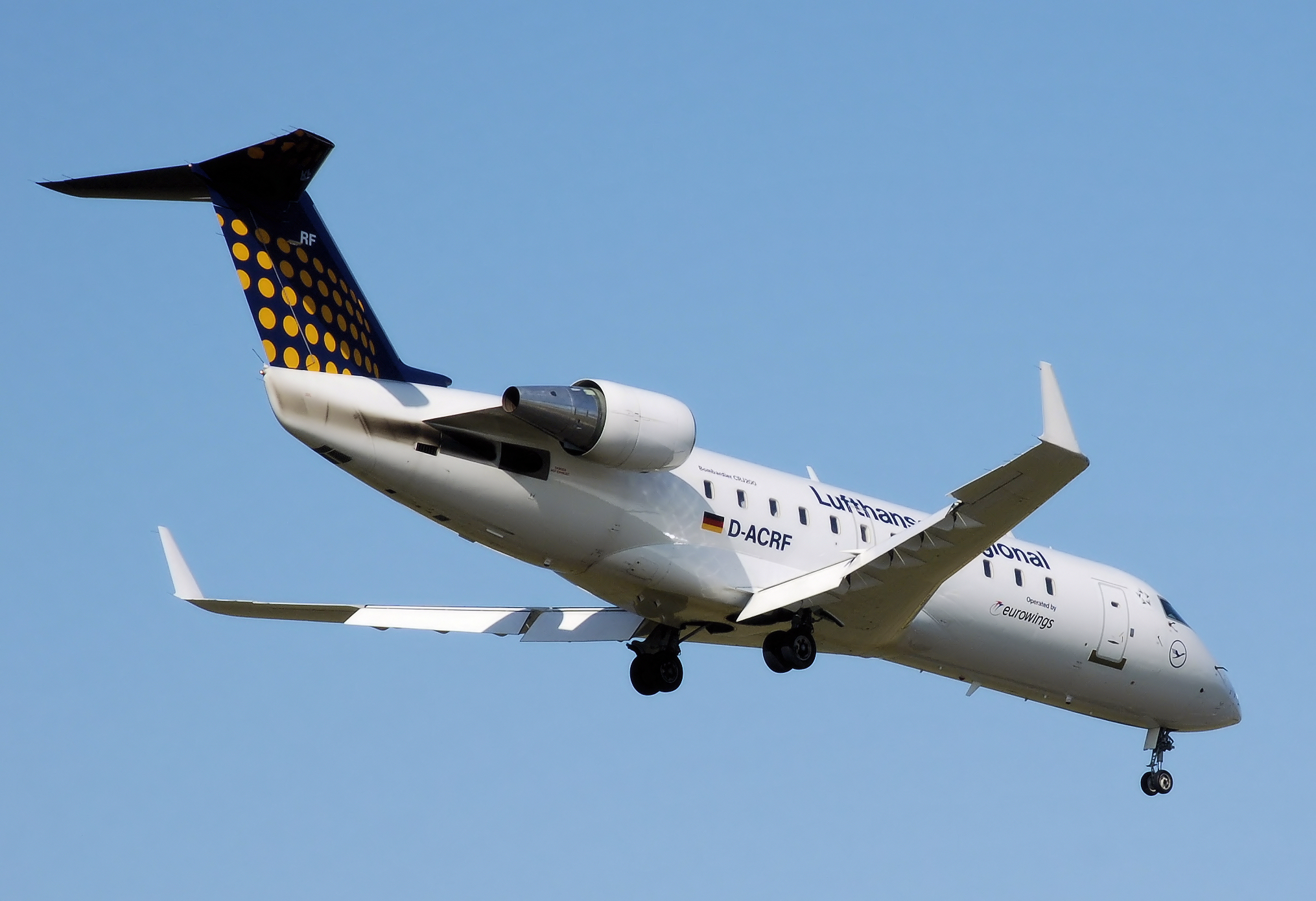
CRJ-200
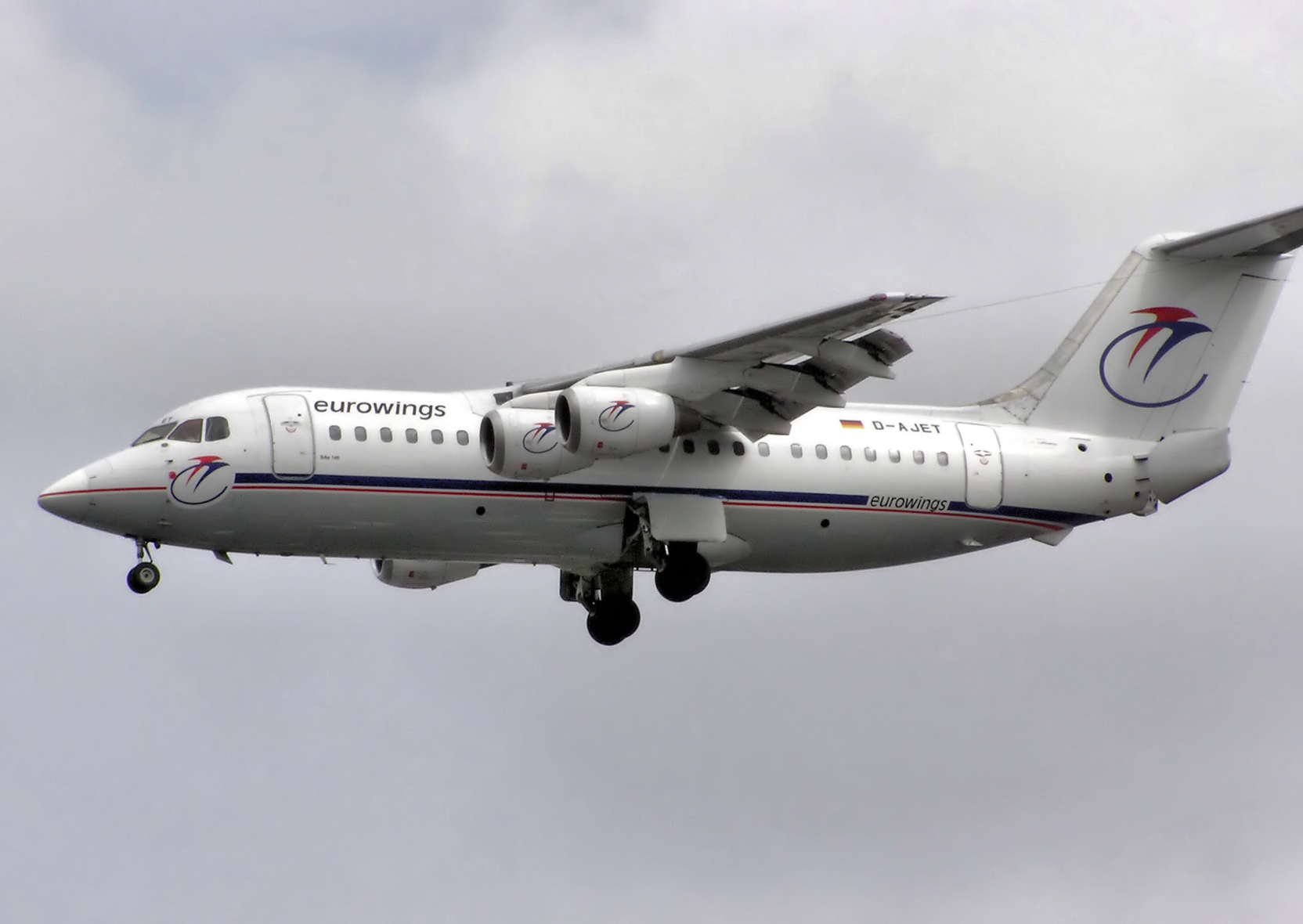
BAe 146-200
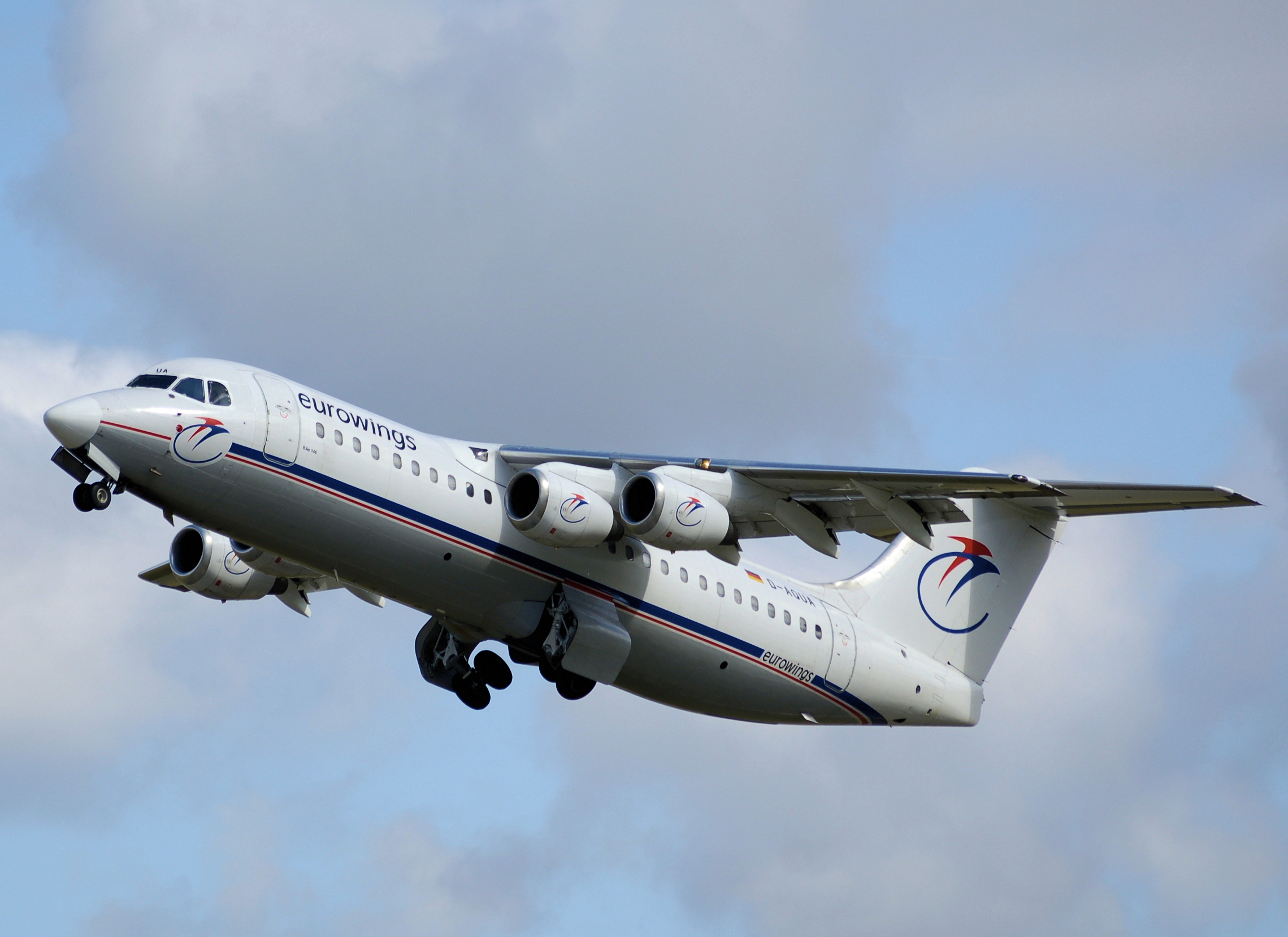
BAe 146-300
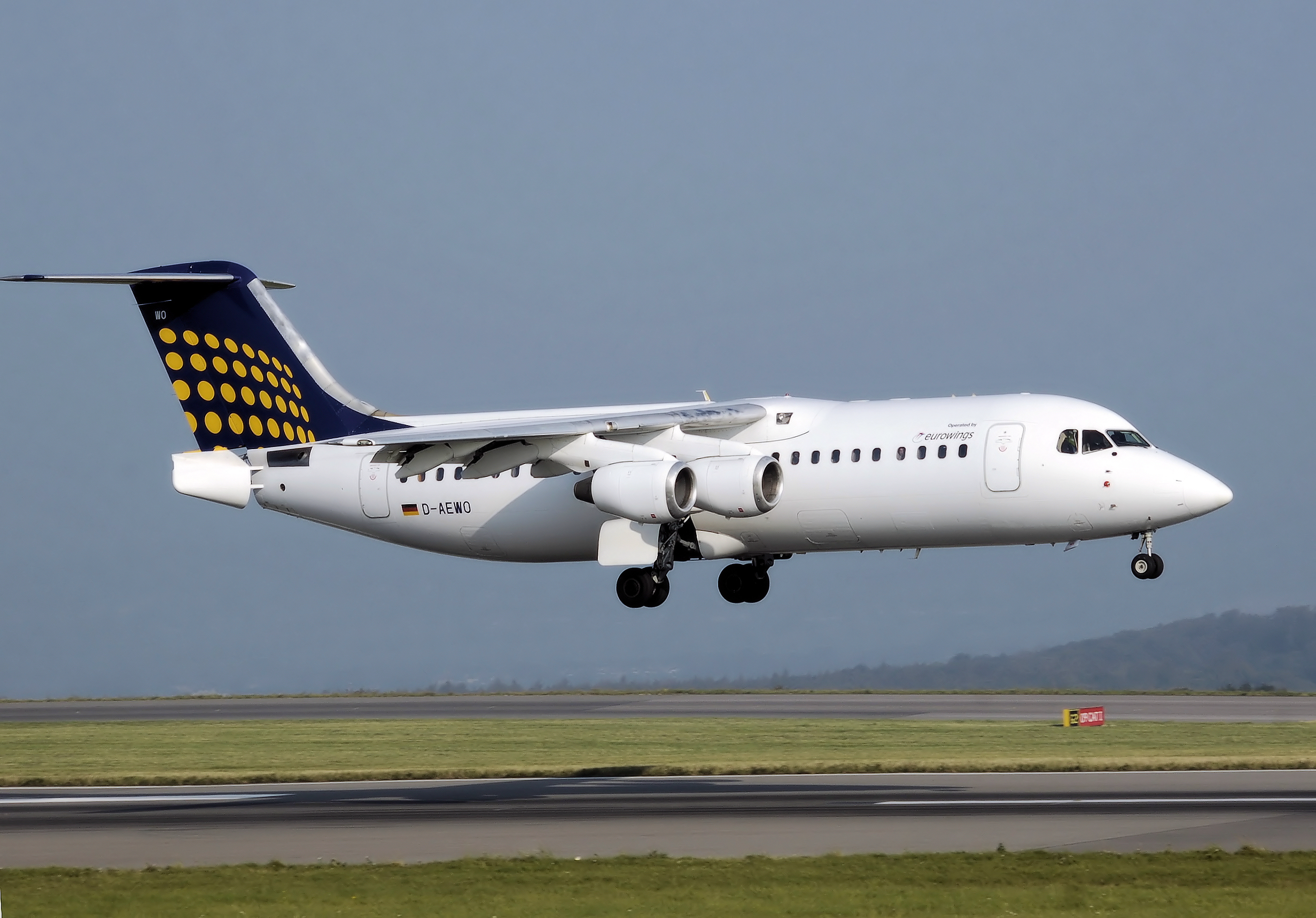
BAe 146-300 aterrizando en el Aeropuerto de Bristol
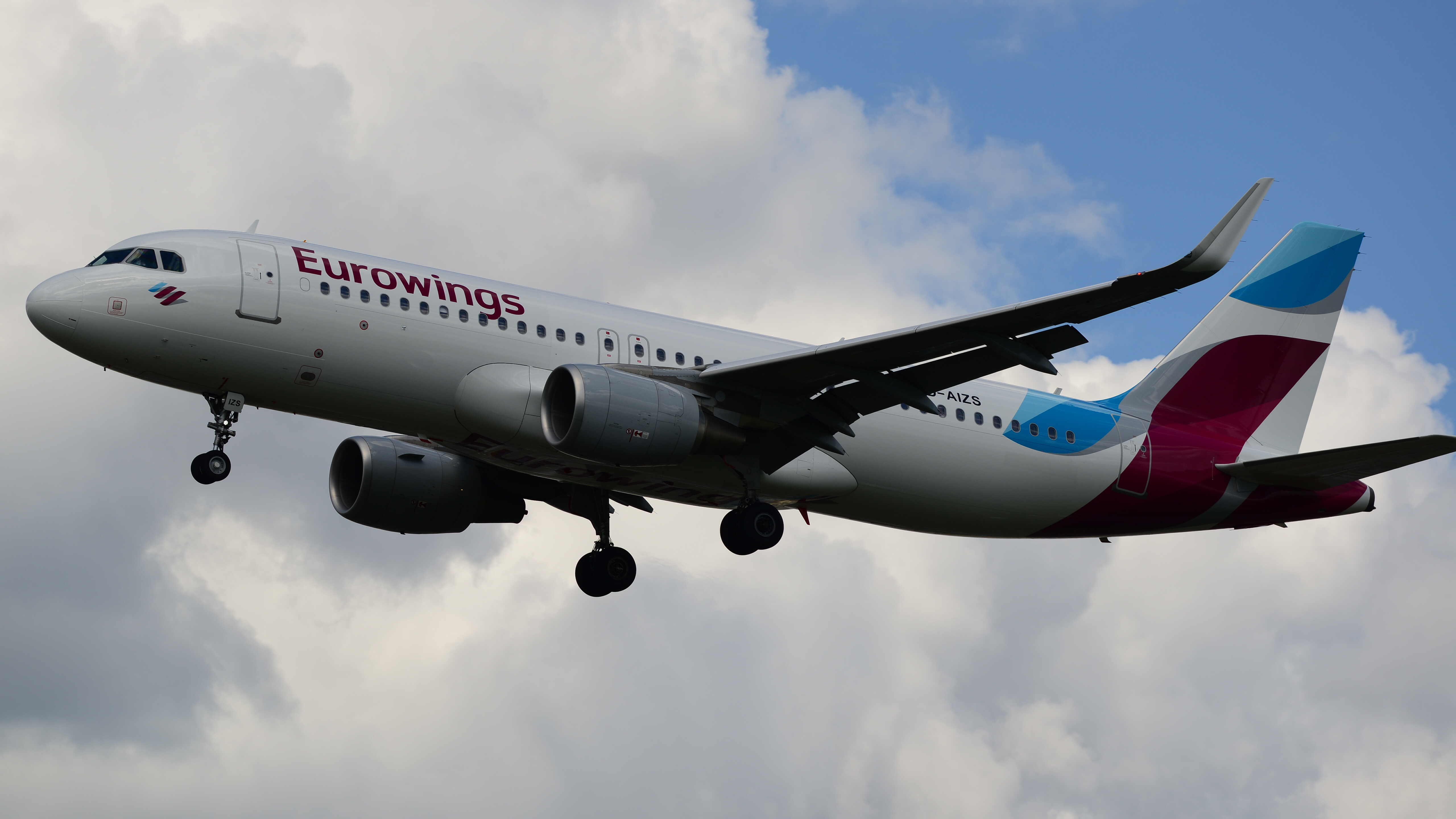
Airbus A320-200 de Eurowings